# Norway Lake (Cass County)
Der Norway Lake (engl. Norwegen-See) ist ein kleiner See im US-Bundesstaat Minnesota. Er hat eine Fläche von 2,1 Quadratkilometern und wird vom Pine River durchflossen.
Der See liegt im Cass County, etwa in der Mitte des Bundesstaates. Im Süden befindet sich die knapp 1000 Einwohner zählende City Pine River, das Ost- und Nordufer des Sees gehört zur Gemeinde Chickamaw Beach mit etwas über 100 Bewohnern. Im Nordwesten mündet der Pine River in den Norway Lake, er ist dessen einziger Zufluss. Der Abfluss des Sees wird durch einen kleinen Damm reguliert, dieser steht in der Ortschaft Pine River, etwa eine Meile nachdem der Fluss Pine River den Norway Lake verlässt.
Gegen Ende des 19. Jahrhunderts, als die Wälder der Region stark abgeholzt wurden, diente der Norway Lake als Floßteich. Aus dem Norden angeschwemmte Baumstämme sammelten sich im See und wurden dann teils weiter den Pine River abwärts geleitet. Einzelne versunkene Stämme aus dieser Ära sind noch heute am Grund des Sees sichtbar.

## Ökologie
Der Norway Lake ist ein relativ flacher See, an der tiefsten Stelle ist er rund 3,7 Meter (12 Fuß) tief. Wasserpflanzen wachsen überall, besonders üppig aber am Westufer. Im Juni 2009 führte das Amt für natürliche Ressourcen des Bundesstaates eine Fischerhebung durch. Am häufigsten wurden Blaue Sonnenbarsche (Bluegill, Lepomis macrochirus) mit einer Durchschnittsgröße von 12 bis 15 cm gefangen. Von den größeren Arten waren bis zu 86 cm lange Hechte (Northern pike, Esox lucius) und die kleineren Amerikanischen Flussbarsche (Yellow perch, Perca flavescens) am zahlreichsten. Dabei war vor allem die Anzahl der Hechte und Blauen Sonnenbarsche im Vergleich mit ähnlichen Seen überdurchschnittlich.